# Six-red-snooker

Startopstelling bij six-red-snooker

Six-red-snooker is een variant op snooker, die gespeeld wordt met zes rode ballen in plaats van de gebruikelijke vijftien. Alle andere regels van het snooker blijven hetzelfde, waardoor punten toegekend na een fout van de tegenstander relatief belangrijker worden. Een maximumbreak bij six-red-snooker is 75 (zes keer rood combineren met zwart plus alle kleuren). Deze snookervariant is ontworpen zodat de frames korter zouden duren en daardoor het snooker aantrekkelijker te maken bij het grote publiek. 
Het eerste internationale six-red-snookertoernooi werd gehouden in 2008. Het toernooi, dat vanaf 2010 het wereldkampioenschap six-red-snooker zou worden, werd gewonnen door Ricky Walden. Het eerste wereldkampioenschap werd gehouden in 2009. Mark Davis versloeg toen Mark Williams in de finale, waardoor hij zich de eerste wereldkampioen six-red-snooker mocht noemen. 
Jargon ·
Maximumbreak ·
Effect ·
Gesnookerd ·
Hulpstukken ·
Spelers ·
Toernooien